# Saxicola insignis
Saxicola insignis là một loài chim trong họ Muscicapidae.